# 曾昆清
曾昆清或曾混清，为马六甲十九世纪末至二十世纪初的当地闻人，乃中国移民第二代。他自1905年担任英国殖民政府市政委员会委员。1912年担任马六甲中华商会筹委会主席。荷兰街103号是曾昆清的故居。1908年，他修建了马六甲河第二座能通车的桥，即曾昆清桥。第一座为金声桥。曾昆清桥至今仍是马六甲市区繁忙的桥段之一。
为纪念曾昆清曾作出的贡献，马六甲市区有一条路被命名为曾昆清路。